# Sathrax durus
Sathrax durus är en insektsart som beskrevs av Johnson 1964. Sathrax durus ingår i släktet Sathrax och familjen ledlöss. Inga underarter finns listade i Catalogue of Life.